# Francis North (1er baron Guilford)
Francis North (22 octobre 1637 - 5 septembre 1685) est le troisième fils de Dudley North (4e baron North) et de son épouse Anne Montagu, fille de Charles Montagu et de Mary Whitmore. Il est créé baron Guilford en 1683, après être devenu Lord Keeper of the Great Seal, successeur de Lord Nottingham.

## Biographie
Francis North fait ses études au St John's College de Cambridge et est admis au Middle Temple le 27 novembre 1655. Il est admis au barreau le 28 juin 1661. Il est un éminent avocat, solliciteur général (1671), procureur général (1673) et juge en chef des plaids communs (1675). En 1679, il est nommé membre du ministère, du Conseil privé et, jusqu'à sa dissolution, du Cabinet. Il est un homme de grande culture et un royaliste convaincu bien qu'il se soit opposé aux tendances absolutistes de Sunderland et de Jeffreys, ses deux ennemis politiques les plus acerbes. Il est un fervent partisan de la prérogative royale, faisant remarquer qu'il ne voyait pas comment un avocat bon et honnête pouvait s'y opposer, tous les précédents lui étant favorables.
Guilford est hostile à Lord Jeffreys et considère le futur Lord Chief Justice, Sir Robert Wright, comme absolument impropre à toute fonction judiciaire. On lui reproche de rester en poste après que Wright ait été nommé juge en chef pour ses véhémentes objections, d’autant plus qu'il est clair qu’il n’a plus aucune influence sur les nominations à la magistrature.
Guilford est décédé, semble-t-il de façon assez inattendue, dans sa maison de campagne, Wroxton Abbey, près de Banbury, le 5 septembre 1685, à l'âge de 47 ans. Bien qu'il ait apparemment souffert de stress et de surmenage, les raisons précises de sa mort prématurée sont obscures. Ses derniers mots, plutôt cryptiques, sont: "Cela ne fera pas".

## Le complot papiste
Il siège en tant que juge à certains des procès du Complot papiste et, comme ses collègues, il est accusé de crédulité excessive face aux mensonges absurdes de Titus Oates et d'autres informateurs . Si North succombe à l'hystérie dominante, il en est de même pour beaucoup d'autres: son frère Roger écrit que "c'était une époque où les hommes sages se comportaient comme des imbéciles".
Lorsque l'opinion publique commence finalement à se retourner, la Couronne agit contre ses instigateurs. En août 1681, North préside au procès de l'un des informateurs les plus répugnants, Stephen College, surnommé "le menaçant protestant", pour haute trahison, et ordonne au jury de le déclarer coupable. College est dûment reconnu coupable et pendu. La conduite du procès par North suscite de nombreuses critiques, la preuve de trahison (College étant accusé d'être venu armé au Parlement d'Oxford) étant considérée par beaucoup comme fragile, l'accusation avait déjà été rejetée par un grand jury.

## Famille
En 1672, il épouse Frances Pope, fille et cohéritière de Thomas Pope, 3e comte de Downe et de son épouse Beatrice (Beata) Poole, fille de Henry Poole. Frances hérite du domaine de Wroxton. Son fils unique, Francis (1673-1729), lui succède comme 2e baron.
Comme beaucoup d’Anglais de la classe supérieure de son époque, North est passionné de musique. Moins typique de son époque et de sa classe, il s'intéresse vivement à la théorie musicale (tout comme son frère Roger) et publie un livre sur le sujet, Un essai philosophique sur la musique (1677), qui est considéré comme "un exposé admirablement clair de la base physique de la musique". Les notations musicales de Francis North sont décrites comme les plus anciens exemples connus de phonogrammes synthétiques.